# Phara Anacharsis
Phara Anacharsis (* 17. Dezember 1983 in Fort-de-France, Martinique) ist eine französische Leichtathletin, die sich auf den 400-Meter-Lauf spezialisiert hat. Ihre größten internationalen Erfolge erzielte sie als Mitglied der französischen 4-mal-400-Meter-Staffel.

## Sportliche Laufbahn
Phara Anacharsis startete ihre Karriere im Jahr 2000 und konnte 2005 ihre ersten Medaillen über 400 Meter und mit der französischen 4-mal-400-Meter-Staffel bei den Mittelmeerspielen im spanischen Almería gewinnen. Im selben Jahr gewann sie auch Medaillen bei den Spielen der Frankophonie. 2006 war sie Mitglied der französischen Staffel für die Europameisterschaften in Göteborg, die im Finale den sechsten Platz belegte. Sowohl bei den Weltmeisterschaften 2007 in Osaka als auch bei den Olympischen Spielen in Peking schied Anacharsis mit der Staffel in der Vorrunde aus. 2009 siegte sie bei den Mittelmeerspielen über 400 Meter Hürden.
Ihren bis dahin bedeutendsten internationalen Erfolg erzielte Anacharsis bei den Europameisterschaften 2012, als sie mit Marie Gayot, Lénora Guion-Firmin und Floria Gueï die Silbermedaille in der Staffel gewann. Bei den Olympischen Spielen in London wurde die französische Staffel in der Aufstellung Anacharsis, Hurtis, Gayot und Gueï Sechste.
Im Jahr 2013 blieb Anacharsis ohne internationale Medaille. Sowohl bei den Halleneuropameisterschaften in Göteborg als auch bei den Weltmeisterschaften in Moskau belegte sie in den Staffelwettbewerben jeweils den vierten Platz. Über 400 Meter Hürden schied sie in der Vorrunde aus. Ihr erster Titelgewinn bei einem internationalen Großereignis gelang ihr schließlich bei den Europameisterschaften in Zürich. Als Ersatzläuferin war sie Teil der siegreichen französischen Langsprintstaffel.
Bei den Europameisterschaften 2016 in Amsterdam gewann sie mit der Staffel die Silbermedaille und gelangte über die Hürden bis in das Halbfinale. Sie sicherte sich damit ihren Startplatz in der Staffel bei ihren dritten Olympischen Spielen in Rio de Janeiro und qualifizierte sich auch über 400 Meter Hürden. In beiden Bewerben schied sie aber in der Vorrunde aus.

## Bestleistungen
- 200 Meter: 23,39 s (+0,8 m/s), am 12. August 2007 in La Chaux-de-Fonds
  - Halle: 23,43 s, am 26. Februar 2008 in Aubière
- 400 Meter: 51,87 s, am 30. Juni 2008 in Patras
  - Halle: 52,70 s, am 24. Februar 2013 in Metz
- 400 Meter Hürden: 55,84 s, am 7. Juni 2016 in Montreuil